# Mycalesis lornides
Mycalesis lornides är en fjärilsart som beskrevs av Hans Fruhstorfer 1911. Mycalesis lornides ingår i släktet Mycalesis och familjen praktfjärilar. Inga underarter finns listade i Catalogue of Life.